# Taharana trackana
Taharana trackana är en insektsart som beskrevs av Li 1991. Taharana trackana ingår i släktet Taharana och familjen dvärgstritar. Inga underarter finns listade i Catalogue of Life.